# Комуникационни изследвания
Комуникационни изследвания е академична област, което изследва процеса на човешка комуникация, обикновено определян като споделяне на символи с цел създаването на значение. Дисциплината обхваща множество теми, от разговорите лице в лице до медийните съобщения и предавания като телевизионните предавания. Комуникационните изследвания също така изучават как съобщенията се интерпретират от политическите, културните, икономическите, семиотичните, херменевтичните и в социалните измерения на техния контекст.
Други наименования
Комуникациите като дисциплина са институционализирани под различни имена в различните университети, включително комуникации, комуникационни изследвания, „речева комуникация“, „реторика“, „комуникационни науки“, „медийни изследвания“, „комуникационни изкуства“, „масова комуникация“, „медийна екология“ и „комуникация и медийна наука“. Учебната програма варира съществено според фокуса, избран от университета и преподавателския колектив.
|  | Тази страница частично или изцяло представлява превод на страницата Communication studies в Уикипедия на английски. Оригиналният текст, както и този превод, са защитени от Лиценза „Криейтив Комънс – Признание – Споделяне на споделеното“, а за съдържание, създадено преди юни 2009 година – от Лиценза за свободна документация на ГНУ. Прегледайте историята на редакциите на оригиналната страница, както и на преводната страница, за да видите списъка на съавторите. ВАЖНО: Този шаблон се отнася единствено до авторските права върху съдържанието на статията. Добавянето му не отменя изискването да се посочват конкретни източници на твърденията, които да бъдат благонадеждни. |